# 奧雷卡城堡

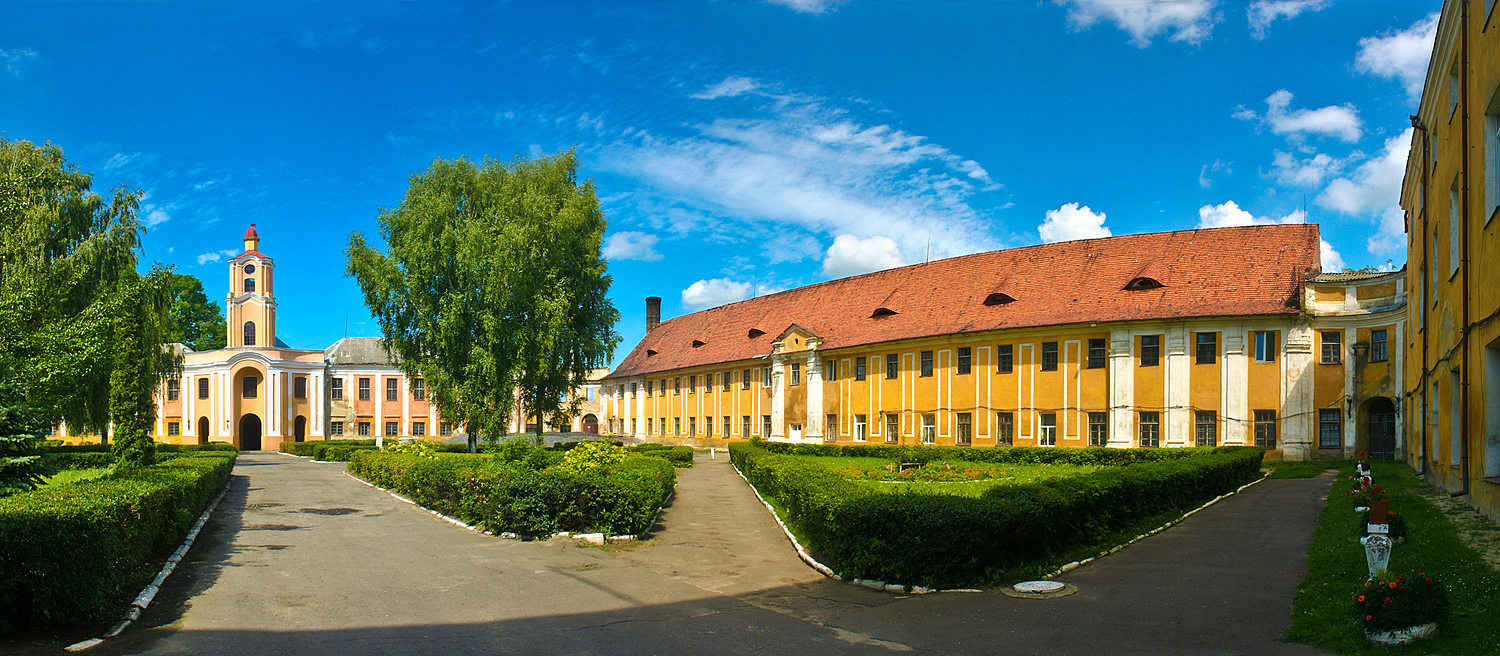

奧雷卡城堡（烏克蘭語：Олицький замок）是位於烏克蘭奧雷卡的一座城堡建築，修建於1558年。在拿破崙入侵俄羅斯期間，該城堡曾被用作俄羅斯的軍醫院。